# Зафир Христов
Зафир (Дзафо) Христов Макаресов е български и революционер, гевгелийски войвода на Вътрешната македоно-одринска революционна организация.

## Биография
Роден е в гевгелийското през 1875 година село Мачуково, днес Евзони, Гърция. Получава основно образование и става хлебар в Солун. Влиза във ВМОРО. В 1901 година след Баялската афера става четник при Кръстьо Българията, Аргир Манасиев и Апостол войвода, на когото е десетник. Участва в Илинденско-Преображенското въстание през лятото на 1903 година. След погрома на въстанието от 1905 година е войвода в Гевгелийско. Загива заедно с цялата си чета през март 1907 година, отровени с афион от гъркомани.
В архивите на войводата са намерени 120 писма, разкриващи легални сътрудници на ВМОРО. Османската власт арестува 50 българи, от които 30 са съдени, учителят Михаил Попкочов е осъден на доживотен затвор, а учителката София Кирова на три години.

## Загинали четници с Макаресов
- Васил Паноров от Гевгели[4]
- Мито Лазаров Ортаков от Мачуково[5]
- Тома Карагеоргиев от Баялци[4]
- Томе Мицов Пецев от Мачуково[5]